# جایزه بزرگ موناکو ۱۹۶۶
جایزه بزرگ موناکو ۱۹۶۶ (انگلیسی: ‎1966 Monaco Grand Prix‎) یک مسابقهٔ موتوری در رشتهٔ اتومبیل‌رانی فرمول یک بود که در تاریخ ۲۲ مهٔ ۱۹۶۶ در پیست موناکو واقع در مونت‌کارلو، موناکو برگزار شد. این گراند پری در میان ۹ گراند پری در فصل ۱۹۶۶، مسابقهٔ شمارهٔ ۱ بود.
در این مسابقه که در ۱۰۰ دور و به مسافت ۳۱۴٫۵۰۰ کیلومتر (۱۹۵٫۴۲۱ مایل) برگزار شد، پول پوزیشن توسط جیم کلارک کسب شد و سریع‌ترین زمان برای طی یک دور پیست که برابر با ۱:۲۹٫۸ بود نیز توسط لورنزو باندینی به ثبت رسید.
جکی استوارت از تیم بی‌آرام، لورنزو باندینی از تیم فراری و گراهام هیل از تیم بی‌آرام به‌ترتیب مقام‌های اول تا سوم مسابقه را کسب کردند.

## رده‌بندی قهرمانی پس از مسابقه
| جایگاه | راننده         | امتیاز |
| ------ | -------------- | ------ |
| ۱      | جکی استوارت    | ۹      |
| ۲      | لورنزو باندینی | ۶      |
| ۳      | گراهام هیل     | ۴      |
| ۴      | باب باندورانت  | ۳      |
| منبع:  |                |        |

| جایگاه | سازنده | امتیاز |
| ------ | ------ | ------ |
| ۱      | بی‌آرام | ۹      |
| ۲      | فراری  | ۶      |
| منبع:  |        |        |

یادداشت
- تنها پنج جایگاه نخست از هر رده‌بندی نمایش داده شده‌است.